# Белодедов, Александр Иванович
Александр Иванович Белодедов (1920—1945) — майор Рабоче-крестьянской Красной Армии, участник Великой Отечественной войны, Герой Советского Союза (1945).

## Биография
Александр Белодедов родился 14 октября 1920 года в селе Крупевицы (ныне — Невельский район Псковской области) в семье крестьянина.
После окончания девяти классов средней школы и педагогического училища в Невеле работал по распределению учителем средней школы в городе Теджен Ашхабадской области Туркменской ССР. В 1939 году был призван на службу в Рабоче-крестьянскую Красную Армию Тедженским районным военным комиссариатом, направлен в стрелково-пулемётное училище в Сухуми. Окончил его в марте 1941 года, проходил службу в 200-й стрелковой дивизии Киевского особого военного округа.
С июня 1941 года младший лейтенант Белодедов — на фронтах Великой Отечественной войны. Член ВКП(б) с 1942 года.
В одном из первых своих боёв был тяжело ранен. После выписки из госпиталя стал командиром взвода 1042-го стрелкового полка 295-й стрелковой дивизии. Участвовал в боях на Юго-Западном, Южном, Северо-Кавказском, Закавказском, 3-м и 4-м Украинском, 1-м Белорусском фронтах. Принимал участие в Киевской оборонительной операции, обороне Ростова-на-Дону, битве за Кавказ, освобождении Донбасса, Крыма, Мелитополя, Херсона, Николаева, Одессы, Молдавской ССР, Польши. К марту 1945 года майор Александр Белодедов был начальником штаба 1042-го стрелкового полка 295-й стрелковой дивизии 5-й ударной армии 1-го Белорусского фронта. Отличился во время Висло-Одерской операции.
12 марта 1945 года полк Белодедова совместно с другими советскими подразделениями участвовал в разгроме группировки немецких войск в городе Кюстрин (ныне — Костшин-над-Одрой, Польша). Во время боя при ликвидации последних очагов сопротивления майор Белодедов погиб.
Похоронен на офицерском кладбище в городе Нойдамм (ныне — Дембно, Польша).

## Награды
- Указом Президиума Верховного Совета СССР от 31 мая 1945 года за «образцовое выполнение заданий командования и проявленные при этом мужество и героизм майору» майор Александр Белодедов посмертно был удостоен высокого звания Героя Советского Союза[1].
- Был также награждён орденами Красного Знамени, Кутузова 3-й степени, Отечественной войны 1-й и 2-й степеней, Красной Звезды, а также рядом медалей. В Невеле в честь Белодедова названа улица, установлена мемориальная доска[1]. Так-же в честь Белодедова названа средняя школа номер 1 (русская школа) в Теджене(где он работал) и установлен памятник.